# Football Federation Islamic Republic of Iran
Die Football Federation Islamic Republic of Iran (persisch فدراسیون فوتبال جمهوری اسلامی ایران Federâsion-è Futbâl-è Jomhuri-ye Eslâmi-ye Irân, FFIRI) ist der Verband für Fußballvereine und Nationalmannschaften im Iran. Er wurde 1920 gegründet. 1958 trat der Verband der Asian Football Confederation bei. Seit 1945 ist der Verband Mitglied der FIFA. Der Verband wurde am 22. November 2006 von der FIFA suspendiert. Grund hierfür war das Einmischen der Politik in Verbandsangelegenheiten. Am 17. Dezember 2006 wurde die Sperre seitens des Weltverbandes wieder aufgehoben.

## Wettbewerbe

### Nationale Wettbewerbe
Folgende nationalen Wettbewerbe werden unter dem Dach der HKFA ausgetragen:
- Iranische Meisterschaft
- Hazfi Cup
- Super Cup
- Futsal Super League

#### Iranische Meisterschaft
Hauptartikel: Iranian Pro League
Die Fußballmeisterschaft der Männer im Iran ist der wichtigste nationale Titel. Seit 1973 werden im Iran nationale Meisterschaften ausgespielt. Zunächst fanden sie von 1973 bis 1978 unter dem Namen Takht Jamshid Cup statt. Aufgrund der Islamischen Revolution im Iran und dem Ersten Golfkrieg fand von 1979 bis 1989 keine Meisterschaft statt. Seit 1991 gibt es wieder einen regulären Ligawettbewerb. Von 1991 bis 2001 war es die Azadegan League, ehe mit der Saison 2001/02 die heutige Iran Pro League als professionelle Liga eingeführt wurde. Erster Titelträger der Profiliga war Esteghlal Teheran. Insgesamt gibt es vier Seniorenligen für Herren im Iran.

#### Hazfi Cup
Hauptartikel: Hazfi Cup
Der Hafzi Cup ist der nationale Pokalwettbewerb des Iran. Er wird jährlich von der FFIRI veranstaltet. Er ist, seitdem sich der Gewinner des Pokals für die AFC Champions League qualifiziert, der wichtigste Titel im nationalen Vereinsfußball nach der Meisterschaft. Der Sieger des Wettbewerbs wird nach dem K.-o.-System ermittelt. Amtierender Sieger ist Esteghlal Teheran.

#### Super Cup
Hauptartikel: Iranischer Fußball-Supercup
Der Super Cup wird jedes Jahr in einem Spiel zwischen dem Meister der Iran Pro League und dem Gewinner des Hafzi Cup ermittelt. Erstmals ausgetragen wurde der Super Cup 2005.

#### Futsal Liga
Seit 1998/99 trägt der Verband Irans auch eine Futsal Liga unter dem Namen Futsal Super League aus. Ausgetragen wir die Meisterschaft mit insgesamt 12 Mannschaften. Erster Meister dieser Liga war PIMAN . Amtierender Meister ist Foulad Mahan.

### Internationale Wettbewerbe

#### Erfolge bei Fußball-Weltmeisterschaften
Die iranische Herrenmannschaft nahm bisher an vier Weltmeisterschaften teil: 1978, 1998, 2006 und 2014. Die erste Runde wurde nie überstanden.

#### Erfolge bei Olympischen Spielen
Die iranische Herrenmannschaft nahm bisher an drei Olympischen Spielen teil. 1964, 1972 und 1976. Das beste Ergebnis war das Erreichen des Viertelfinals 1976 in Kanada.

#### Erfolge bei der Fußball-Asienmeisterschaft
Gewinner 1968, 1972, 1976
3. Platz 1996, 2004
4. Platz 2000

#### Erfolge bei Asienspielen (U-23)
Gewinner 1974, 1990, 1998, 2002, 2006
2. Platz 1951, 1966

#### Erfolge der Junioren und Juniorinnen
- U-19-Fußball-Asienmeisterschaft

Gewinner 1973, 1974, 1975, 1976
2. Platz 1977
3. Platz 1969
4. Platz 2000
- U-17-Fußball-Asienmeisterschaft

Gewinner 2008
2. Platz 2000
4. Platz 2004

#### Futsal-Weltmeisterschaft
4. Platz 1994

#### Futsal-Asienmeisterschaft
Die iranische Futsal-Nationalmannschaft der Herren ist die dominierende in Asien. Seit der Erstaustragung 1999 gewann der Verband neun von zehn möglichen Titeln.
Gewinner 1999, 2000, 2001, 2002, 2003, 2004, 2005, 2007, 2008
3. Platz 2006